# Cha Joo-young
 (mai 2023).
Si vous disposez d'ouvrages ou d'articles de référence ou si vous connaissez des sites web de qualité traitant du thème abordé ici, merci de compléter l'article en donnant les références utiles à sa vérifiabilité et en les liant à la section « Notes et références ».
Dans ce nom coréen, le nom de famille, Cha, précède le nom personnel.
Cha Joo-young, née le 5 juin 1990, est une actrice sud-coréenne. Elle est connue pour son rôle dans Cheese in the Trap (2015), Jugglers (2017), Wok of Love (2018), The Spies Who Loved Me (2020) et The Glory (2023).

## Filmographie

### Télévision
| Année     | Titre                                 | Rôle           |
| --------- | ------------------------------------- | -------------- |
| 2014      | Dr. Frost                             | Lee Ji-hye     |
| 2015      | My Unfortunate Boyfriend              | Cha Ju-young   |
| 2015      | Cheese in the Trap                    | Nam Joo-yeon   |
| 2016      | The Gentlemen of Wolgyesu Tailor Shop | Choi Ji-yeon   |
| 2016      | Love in the Moonlight                 | Ae Sim-i       |
| 2017      | Frozen Love                           | Yoo Shin-yeong |
| 2017      | Jugglers                              | Ma Bo-na       |
| 2018      | Wok of Love                           | Seol Dal-hee   |
| 2020      | The Spies Who Loved Me                | Hwang Seo-ra   |
| 2021      | Chimera                               | Kim Hyo-kyung  |
| 2022      | Again My Life                         | Han Ji-hyun    |
| 2022      | Alice, the Ultimate Weapon            | Yang Yang      |
| 2022–2023 | The Glory                             | Choi Hye-jeong |
| 2023      | The Heavenly Idol                     | Redlin         |
| 2023      | The Real Has Come!                    | Jang Se-jin    |